# Marvin Hatley
Marvin Hatley (eigentlich Thomas Marvin Hatley; * 3. April 1905 in Reed, Oklahoma; Vereinigte Staaten; † 23. August 1986 in Los Angeles, Kalifornien; Vereinigte Staaten) war ein US-amerikanischer Filmschauspieler, Drehbuchautor und Filmkomponist. Er wurde vor allem durch seine Arbeit bei den Hal Roach Studios bekannt, wo er Dance of the Cuckoos (dt.: Kuckuckstanz), die Erkennungsmelodie für Stan Laurel und Oliver Hardy, komponierte.

## Leben

### Frühes Leben und Karrierebeginn
Marvin Hatley erlernte autodidaktisch zahlreiche Instrumente, darunter Klavier und Tuba, ausschließlich durch Gehör. In den 1920er Jahren studierte an der UCLA Medizin und arbeitete parallel dazu als Musiker bei KFVD Radio in Culver City. Diese Tätigkeit brachte ihn in Kontakt mit Hal Roach und eröffnete ihm die Möglichkeit, in die Filmindustrie einzusteigen.

### Arbeit bei den Hal Roach Studios

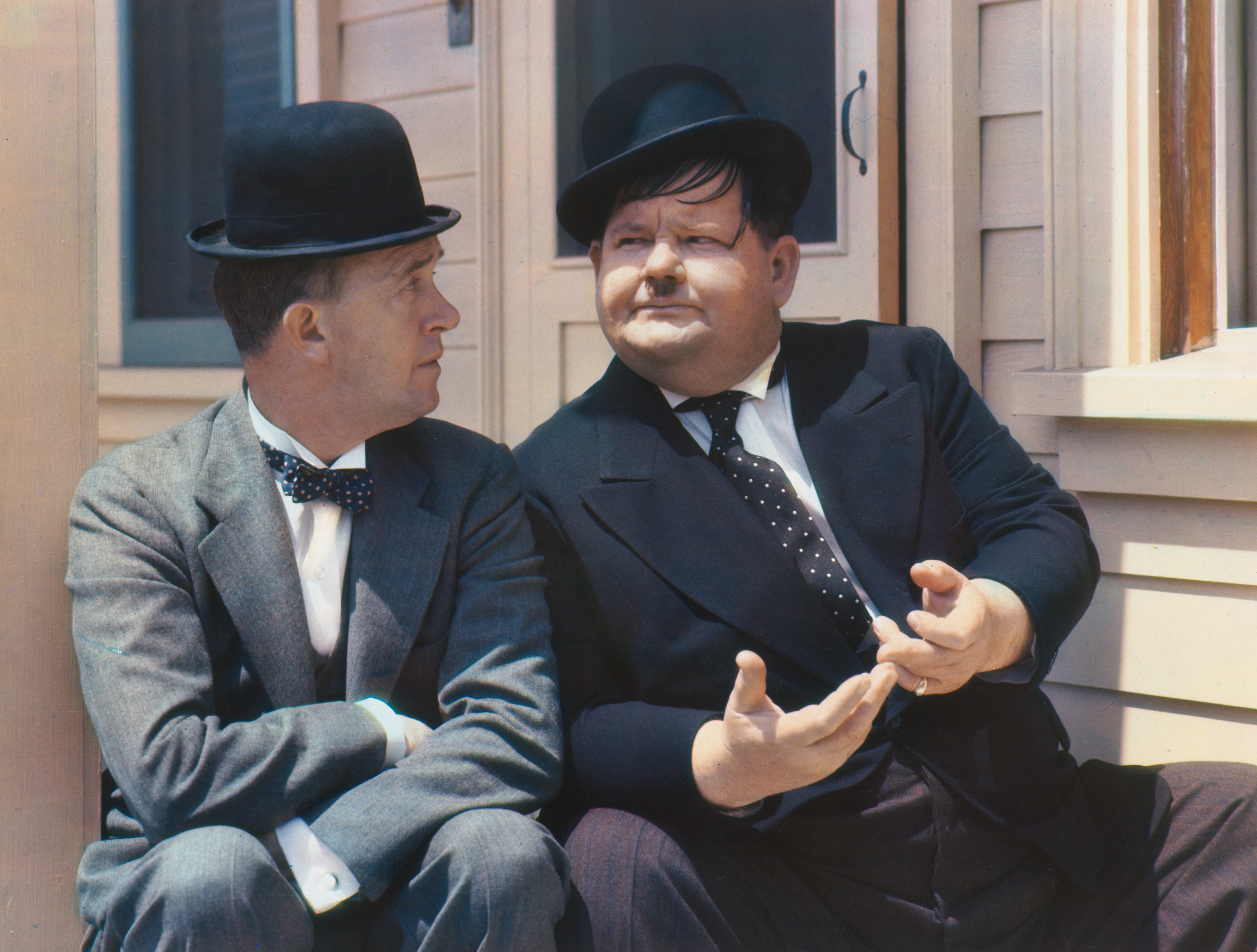
Stan Laurel und Oliver Hardy, 1938

Er begann seine Karriere bei den Hal Roach Studios als Schauspieler und Drehbuchautor. Ab 1929 konzentrierte er sich auf die Filmmusik, wurde zu einem führenden Komponisten der Hal Roach Studios und war musikalischer Leiter bei den jeweiligen Dreharbeiten. Er galt neben seinem Kollegen Leroy Shield in den 1930ern als „Hauskomponist“ des Studios. Zwischen 1929 und 1940 komponierte er über 800 Musikstücke. Durch zusätzliche musikalische Effekte, spezielle Stücke und die Ergänzung bestehender Themen trug er wesentlich zur Filmmusik der Hal Roach Studios bei. Häufig wurde seine Arbeit jedoch uncredited, also ohne Nennung im Abspann, in den Filmen verwendet. Die Filmmusik für das Komikerduo Laurel & Hardy zählt zu seiner bekanntesten. Die Melodie Dance of the Cuckoos komponierte er ursprünglich als musikalisches Zeitzeichen für eine Kuckucksuhr bei KFVD Radio. Stan Laurel erkannte das Potenzial der Melodie, da sie die Charaktere von Laurel und Hardy treffend widerspiegelte: Der dominante Teil symbolisierte Oliver Hardy, der einfachere Stanley. Laurel wählte sie daraufhin als Erkennungsmelodie des Duos, wodurch sie in ihren Filmen berühmt wurde. Trotz dreier Oscar-Nominierungen (für There goes my Heart, Blockheads und Way out West) wurde Hatley 1939 von Hal Roach entlassen, kehrte aber auf Laurels Drängen zurück, um die Musik für einen letzten Film des Duos zu schreiben.

### Späte Jahre und Anerkennung
1941 verließ Hatley das Filmgeschäft und arbeitete anschließend als Barpianist im Raum Los Angeles, womit er nach eigenen Angaben mehr als bei den Roach Studios verdiente. In seinen späteren Jahren wurde Marvin Hatleys Musik durch die Fernsehausstrahlungen der Hal Roach-Komödien erneut populär und einem neuen Publikum zugänglich gemacht. Diese Ausstrahlungen rückten seine Arbeit wieder in den Fokus der Öffentlichkeit. Zudem erlebte Hatley durch seine Teilnahme an den Treffen der Sons of the Desert, dem Fanclub von Laurel und Hardy, eine späte Würdigung seiner Arbeit. Diese Treffen ermöglichten ihm eine späte Anerkennung, die ihm während seiner aktiven Karriere oft verwehrt blieb.
Marvin Hatley war mit Josephine Cannella verheiratet.

## Filmmusik (Auswahl)
- 1929: Laurel und Hardy: Berth Marks
- 1930: Pups Is Pups
- 1930: Unter Null (Below Zero)
- 1930: Panik auf der Leiter (Hog Wild)
- 1930: Gib mir den Hammer (Night Owls)
- 1930: Wohnungsagenten (Another Fine Mess)
- 1930: Ohne Furcht und Tadel (The Laurel and Hardy Murder Case)
- 1931: Die Dame auf der Schulter (Chickens Come Home)
- 1931: Die Braut wird geklaut (Our Wife)
- 1931: Retter in der Not (One Good Turn)
- 1931: In der Wüste (Beau Hunks)
- 1932: Die Teufelsbrüder (Pack Up Your Troubles)
- 1932: Gehen vor Anker (Any Old Port!)
- 1932: Der zermürbende Klaviertransport (The Music Box)
- 1932: Dick und Doof adoptieren ein Kind (Their First Mistake)
- 1933: Laurel und Hardy: Zweimal Zwei (Twice Two)
- 1933: Die Wüstensöhne (Sons of the Desert)
- 1933: Als Mitgiftjäger (Me and My Pal)
- 1933: Männer im Schornstein (Dirty Work)
- 1933: Am Rande der Kreissäge (Busy Bodies)
- 1934: Dick und Doof auf Freiersfüßen (Oliver the Eighth)
- 1934: Jene fernen Berge (Them Thar Hills)
- 1934: Laurel & Hardy – Der große Fang (Going Bye Bye)
- 1934: Das Geisterschiff (The Live Ghost)
- 1935: Dick und Doof als Scheidungsgrund (The Fixer Uppers)
- 1935: Die besudelte Ehre (Tit for Tat)
- 1935: Wir sind vom schottischen Infanterie-Regiment (Bonnie Scotland)
- 1937: Topper – Das blonde Gespenst (Topper)
- 1937: Sternschnuppen (Pick a Star)
- 1937: Zwei ritten nach Texas (Way out West)
- 1938: Als Salontiroler (Swiss Miss)
- 1938: Die Klotzköpfe (Blockheads)
- 1938: Millionärin auf Abwegen (There Goes My Heart)
- 1938: Uns geht’s ja prächtig (Merrily We Live)
- 1939: Kettensträfling in Australien (Captain Fury)
- 1939: Zenobia, der Jahrmarktselefant (Zenobia)
- 1940: Auf hoher See (Saps At Sea)